# Naturschutzgebiet Rüterberg
Koordinaten: 53° 8′ 35″ N, 11° 11′ 29,9″ O
Das Naturschutzgebiet Rüterberg war ein Naturschutzgebiet in Mecklenburg-Vorpommern. Es befand sich im Naturpark Mecklenburgisches Elbetal einen Kilometer westlich von Dömitz. Der namensgebende Ort Rüterberg befindet sich unweit nördlich. Die rechtliche Festsetzung erfolgte am 15. Mai 1990 mit dem Ziel, einen Auen-Überflutungsbereich der Elbe sowie angrenzende Talranddünen und bewaldete Altmoränenhänge zu erhalten.
Heute liegt das Gebiet im UNESCO-Biosphärenreservat Flusslandschaft Elbe-Mecklenburg-Vorpommern. Mit Verabschiedung des „Gesetzes über das Biosphärenreservat Flusslandschaft Elbe Mecklenburg-Vorpommern“ vom 15. Januar 2015 wurde das Großschutzgebiet zur Umsetzung der nationalen Kriterien für die Anerkennung und Überprüfung von Biosphärenreservaten der UNESCO in Deutschland in Kern- und Pflege- und Entwicklungszonen gegliedert (§ 6 BRElbeG M-V). Gleichzeitig wurden mit Artikel 7 des Gesetzes „Aufhebung von Rechtsvorschriften“ die nationalen Schutzgebietsverordnungen und Beschlüsse u. a. zu Landschafts- und Naturschutzgebieten sowie zum Naturpark „Mecklenburgisches Elbetal“ aufgehoben, so dass diese Schutzgebietskategorien innerhalb des Biosphärenreservates nicht mehr existieren. Die Flächen des Naturschutzgebietes sind in den Schutzstatus Pflegezone in das UNESCO-Biosphärenreservat Flusslandschaft Elbe-Mecklenburg-Vorpommern übergegangen. Nach EU-Recht ist das Gebiet Bestandteil eines FFH- und Vogelschutzgebietes.
Das Gebiet ist auf mehreren Wegen erschlossen. Ein Aussichtsturm in Rüterberg ermöglicht weite Blicke in das Elbetal.

## Geschichte
Die Flächen wurden entscheidend durch die letzte Eiszeit geprägt. Entlang des Urstromtales der Elbe entstand ein großes Dünengebiet, das sich von Wittenberge im Süden bis nach Boizenburg im Norden auf einer Länge von etwa 100 km erstreckt. Die Dünenbereiche des Rüterberges sind Bestandteil dieser Düne. Das Hochwasser der Elbe reicht bis zum Dünenfuß und führt zur Überflutung der Aubereiche, die als Grünland genutzt werden.

## Tier- und Pflanzenwelt
Sandtrockenrasen finden sich auf der Düne im zentralen Gebietsteil.
Weiter östlich schließen Röhrichtflächen an.